# Omgevingsdienst Noordzeekanaalgebied
De Omgevingsdienst Noordzeekanaalgebied (OD NZKG) is een omgevingsdienst in de provincie Noord-Holland.

## Geschiedenis
In 2013 begon Omgevingsdienst Noordzeekanaalgebied met het uitvoeren van taken voor het milieu, bodem en bouw voor de provincie Noord-Holland en de gemeentes Amsterdam, Zaanstad en Haarlemmermeer.

## Werkgebied
De omgevingsdienst werkt in opdracht van de provincie Noord-Holland en de volgende gemeenten: Aalsmeer, Amstelveen, Amsterdam, Diemen, Haarlemmermeer, Ouder-Amstel, Uithoorn en Zaanstad.
Daarnaast is de omgevingsdienst bevoegd om toezicht te houden op alle Seveso-instellingen in de provincies Noord-Holland, Utrecht en Flevoland. Dit maakt de dienst verantwoordelijk voor het toezicht op onder andere Luchthaven Schiphol en Tata Steel.